# Okręty podwodne typu K XIV
Okręty podwodne typu K XIV – seria holenderskich okrętów podwodnych z okresu międzywojennego, składającego się z pięciu jednostek. Okręty zbudowane do służby kolonialnej w Holenderskich Indiach Wschodnich. W wyniku działań wojennych na Dalekim Wschodzie, dwa okręty podwodne zostały zatopione, a jeden (K XVIII) przejęty przez Japończyków.